# Skye Terrier
Der Skye Terrier ist eine von der FCI anerkannte britische Hunderasse (Nr. 75, Gr. 3, Sek. 2).

## Herkunft und Geschichtliches

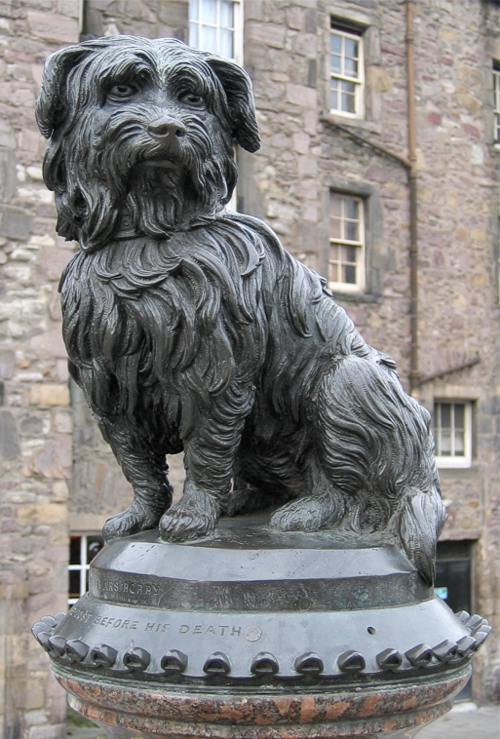
Edinburgh, Denkmal für Greyfriars Bobby, durch seine Treue berühmt gewordener Skye Terrier

Der Skye Terrier ist eine sehr alte schottische Hunderasse. Sein Name stammt von der Insel Skye, der größten Insel der Inneren Hebriden. Ursprünglich bestand seine Aufgabe darin, Otter, Fuchs und Dachs auf diesen felsigen Gestaden zu jagen. Daher stammt auch sein Körperbau: klein, kurzbeinig, lang, geschmeidig. Sein dichtes, langes Fell schützte ihn vor den Unbilden des schottischen Wetters und vor Bissen der Gejagten. Er hatte eine gute Nase, war ein guter Schwimmer.
Schon früh wurde er Luxushund. 1842 zog der erste Hund dieser Rasse in den Palast von Königin Victoria ein und wurde in Folge schnell beim Adel beliebt. Die Schauzucht begann 1864, er wurde schwerer, das Fell länger, Stehohren wurden bevorzugt, seine jagdlichen Eigenschaften verlor er aber trotzdem nicht. 1879 wurde der Skye Terrier als Rasse anerkannt.

## Beschreibung
Kleiner, bis 26 cm großer, auffällig langer Hund (Länge von Nase bis Rutenspitze um die 103 cm), cremefarben, falb, grau oder schwarz, sein Haar ist lang, hart, glatt und flach anliegend, ohne Locken, das Unterhaar kurz, dicht, weich und wollig, Steh- oder Hängeohren.

## Wesen
Vom Wesen her schlägt noch immer der Jagdhund durch, er ist durch und durch Terrier, ein Hund mit Charakter. Er will beschäftigt werden und braucht für die Erziehung ein mäßiges Maß an Konsequenz und Fingerspitzengefühl. Skyes sind somit keine Hunde für jedermann. Er gibt sich einerseits würdevoll und distanziert gegenüber allem Fremden, andererseits ist er zuhause  ein liebevoller, ruhiger und bescheidener Familienhund, allerdings mit einer Tendenz zum Ein-Mann-Hund.

## Gesundheit
Skye Terrier neigen zur Entwicklung einer Hypothyreose (Schilddrüsenunterfunktion).